# Dannebrogsø
Dannebrogsø är en ö i Grönland (Kungariket Danmark).   Den ligger i kommunen Sermersooq, i den södra delen av Grönland, 600 km öster om huvudstaden Nuuk. Arean är 71 kvadratkilometer.
Terrängen på Dannebrogsø är lite kuperad. Öns högsta punkt är 400 meter över havet. Den sträcker sig 12,5 kilometer i nord-sydlig riktning, och 15,1 kilometer i öst-västlig riktning.